# Brettus cingulatus
Brettus cingulatus là một loài nhện trong họ Salticidae.
Loài này thuộc chi Brettus. Brettus cingulatus được Tord Tamerlan Teodor Thorell miêu tả năm 1895.